# Robbie Amell
Robert Patrick "Robbie" Amell (Toronto, Ontario, 21 de abril de 1988) es un actor y modelo canadiense naturalizado estadounidense, conocido por su papel en la serie de Nickelodeon True Jackson, VP, Picture This, y como Fred Jones en la película de televisión Scooby-Doo! The Mystery Begins y Scooby Doo!: La maldición del Monstruo del Lago. También actuó en la película The Duff en 2015 y actuó en Resident Evil en 2021. Protagoniza la serie Upload (2020) de Prime Video.

## Biografía
Amell nació en Toronto, Ontario. Junto a su hermana, comenzó a trabajar como modelo y actuar en papeles pequeños en comerciales cuando tenía seis años de edad. Asistió a la Armour Heights Public School, de donde se graduó en el 2000. Robbie se graduó del Lawrence Park Collegiate Institute en Toronto en el 2006. Es primo del también actor Stephen Amell, quien protagonizaba la serie Arrow.

### Carrera
A los 16, comenzó a obtener papeles en obras como Louis and Dave, Picasso at the Lapin Agile y  The Importance of Being Earnest.
Amell apareció como Daniel Murtaugh en Cheaper By the Dozen 2. También apareció en la película de terror de 2010 Left for Dead. Tuvo un papel en la serie Life with Derek (interpretó al novio de Casey McDonalds, Max). También apareció en la película Picture This.
Tuvo un papel regular en la serie de Nickelodeon True Jackson, VP como el sobrino de Max Madigan, Jimmy, e interés amoroso de True. Amell aparecerá en la película de comedia Seeing is Believing, interpretando a uno de los tres personajes principales, Nick Wright, la producción comenzó el 3 de mayo de 2010, y terminó el 1 de julio. La película se estrenó el 14 de enero de 2011. Amell se unirá a la tercera temporada de la serie juvenil Pretty Little Liars como Eric, hermano de Noel.
En febrero del 2013 se anunció que Robbie se había unido al elenco de la nueva serie The Tomorrow People donde interpretará a Stephen, un joven atormentado que sólo quiere ser normal pero que se siente aliviado cuando descubre que es parte de un grupo de jóvenes genéticamente superiores al resto. Fue elegido para interpretar de forma recurrente a Ronnie Raymond, el prometido de Caitlin Snow (Danielle Panabaker) en The Flash, serie derivada de Arrow.

### Vida personal
Está casado con Italia Ricci desde octubre de 2016. En septiembre de 2019 fue padre por primera vez, de un varón, Robert Amell V.

## Filmografía

### Películas
| Año  | Título                                         | Papel           | Notas                                          |
| ---- | ---------------------------------------------- | --------------- | ---------------------------------------------- |
| 2005 | Cheaper By the Dozen 2                         | Daniel Murtaugh | Secundario                                     |
| 2007 | American Pie Presents: Beta House              | Nick Anderson   | Secundario                                     |
| 2008 | Picture This                                   | Drew Patterson  | Secundario                                     |
| 2009 | Scooby-Doo: El misterio comienza               | Fred Jones      | Protagonista                                   |
| 2010 | Left for Dead                                  | Blair           | Protagonista                                   |
| 2010 | Scooby-Doo: La maldición del Monstruo del Lago | Fred Jones      | Protagonista                                   |
| 2010 | Seeing is Believing                            | Nick Wright     | Protagonista                                   |
| 2012 | Nido de avispas                                | Andy Brazil     | Protagonista                                   |
| 2013 | Struck by lightning                            | Justin Walker   | Secundario                                     |
| 2013 | The Hunters                                    | Paxton Flynn    | Protagonista                                   |
| 2015 | The Duff                                       | Wesley Rush     | Protagonista                                   |
| 2015 | Max                                            | Kyle Wincott    | Protagonista                                   |
| 2015 | Anatomy of the Tide                            | Brad McManus    | Protagonista                                   |
| 2016 | Code 8                                         | Connor Reed     | Protagonista; Cortometraje;Productor Ejecutivo |
| 2016 | Nine Lives                                     | David Brand     | Protagonista                                   |
| 2016 | ARQ                                            | Renton          | Protagonista                                   |
| 2017 | The Babysitter                                 | Max             | Protagonista                                   |
| 2018 | When We First Met                              | Ethan           | Protagonista                                   |
| 2019 | Code 8                                         | Connor Reed     | Protagonista, Productor Ejecutivo              |
| 2020 | Desperados                                     | Jared           | Protagonista                                   |
| 2020 | The Babysitter: Killer Quenn                   | Max             | Protagonista                                   |
| 2021 | Resident Evil: Bienvenidos a Raccoon City      | Chris Redfield  | Protagonista                                   |
| 2023 | Una navidad escandalosa                        | Graham          | Protagonista                                   |
| 2023 | Simulant                                       |                 | Protagonista                                   |
| 2024 | Code 8: Part II                                | Connor Reed     | Protagonista, Productor                        |
| 2024 | Float                                          |                 | Protagonista                                   |

### Televisión
| Año           | Título                              | Papel                               | Notas        |
| ------------- | ----------------------------------- | ----------------------------------- | ------------ |
| 2006          | Runaway                             | Stephen                             | 2 episodios  |
| 2006 - 2008   | Life with Derek                     | Max Miller                          | 17 episodios |
| 2008          | Murdoch Mysteries                   | Wallace Driscoll                    | 1 episodio   |
| 2008 - 2011   | True Jackson, VP                    | Jimmy Madigan                       | 41 episodios |
| 2010          | Unnatural History                   | Mike O'Malley                       | 2 episodios  |
| 2011          | How I Met Your Mother               | Nate Scooberman                     | 2 episodios  |
| 2011          | Brothers & Sisters                  | William                             | 1 episodio   |
| 2011          | CSI: NY                             | Riley Frasier                       | 1 episodio   |
| 2011 - 2012   | Revenge                             | Adam Connor                         | 4 episodios  |
| 2012          | Alcatraz                            | Ray Archer                          | 3 episodios  |
| 2012          | Pretty Little Liars                 | Eric Kahn                           | 1 episodio   |
| 2012          | Hawaii Five-0                       | Billy Keats                         | 1 episodio   |
| 2013          | Hot in Cleveland                    | Lloyd                               | 1 episodio   |
| 2013          | 1600 Penn                           | D.B.                                | 7 episodios  |
| 2013          | Zach Stone Is Gonna Be Famous       | Nick                                | 8 episodios  |
| 2013-2014     | The Tomorrow People                 | Stephen Jameson                     | 22 episodios |
| 2014-2022     | The Flash                           | Ronnie Raymond/Firestorm/Deathstorm | 13 episodios |
| 2015          | Modern Family                       | Chase                               | 1 episodio   |
| 2016          | The X-Files                         | Agente Miller                       | 2 episodios  |
| 2018          | Una serie de eventos desafortunados | Kevin                               | 3 episodios  |
| 2020-presente | Upload                              | Nathan Brown                        | Protagonista |
| 2023          | The Witcher                         | Gallatin                            | 3 episodios  |